# Lyssomanes tarmae
Lyssomanes tarmae är en spindelart som beskrevs av Galiano 1980. Lyssomanes tarmae ingår i släktet Lyssomanes och familjen hoppspindlar. Inga underarter finns listade i Catalogue of Life.